# Dvorac Vraniczany
Dvorac Vraniczany, dvorac u mjestu Gornji Laduč, općina Brdovec, zaštićeno kulturno dobro.

## Opis
Dvorac je sagrađen na prijelazu iz 19. u 20. stoljeće na mjestu stare barokne kurije kao jednokatna građevina nepravilnog U-tlocrta s izduženim glavnim južnim krilom čija je središnja zona istaknuta altanom s tri lučna otvora u prizemlju i željeznom konstrukcijom na katu. Arhitektonska plastika ima stilska obilježja neorenesanse. U organizaciji prostora dominira aksijalni koncept. U središnjem dijelu prizemlja izveden je atrij s reprezentativnim stubištem. Stropove salona oslikao je Ivan Druzani. Dvorac pripada vlastelinskom kompleksu s nizom gospodarskih građevina u prednjem dijelu imanja te perivojem geometrijski organiziranoga parternoga zelenila i pejzažnim parkom s jezerom u stražnjem dijelu.

## Zaštita
Pod oznakom Z-2255 zaveden je kao nepokretno kulturno dobro - pojedinačno, pravna statusa zaštićena kulturnog dobra, klasificirano kao "sakralna graditeljska baština".